# معرزاف (إدلب)
معرزاف قرية سورية تتبع ناحية مركز أريحا في منطقة أريحا في محافظة إدلب. بلغ عدد سكانها 1048 نسمة في عام 2004 حسب إحصاء المكتب المركزي للإحصاء.